# Mojave National Preserve
Pour les articles homonymes, voir Mojave.
La Mojave National Preserve est une aire protégée américaine dans le comté de San Bernardino, en Californie. Cette réserve nationale créée le 31 octobre 1994 protège 6 431 km2 dans le désert des Mojaves, auquel elle doit son nom. Elle est gérée par le National Park Service.

## Description
La réserve a été créée le 31 octobre 1994, avec l'adoption du California Desert Protection Act par le Congrès américain. Avec 6431 km², il s'agit de la troisième plus grande unité du National Park System aux États-Unis contigus (après Death Valley et Yellowstone).
Les caractéristiques naturelles comprennent les formations sableuses des Kelso Dunes, les montagnes de Marl et le dôme de Cima, ainsi que des formations volcaniques telles que Hole-in-the-Wall et les lits de lave de Cinder Cone. La réserve comprend la zone de loisirs de Providence Mountains et la réserve naturelle de Mitchell Caverns, qui sont toutes deux gérées par le California Department of Parks and Recreation.

D'impressionnantes forêts d'arbres de Joshua se trouvent dans certaines parties de la réserve. La forêt qui couvre Cima Dome et la Shadow Valley adjacente est la plus grande et la plus dense du monde. La ville fantôme de Kelso se trouve dans la réserve, avec l'ancien dépôt ferroviaire servant de centre d'accueil. La réserve est généralement traversée par des véhicules à quatre roues motrices circulant sur l'historique Mojave Road.

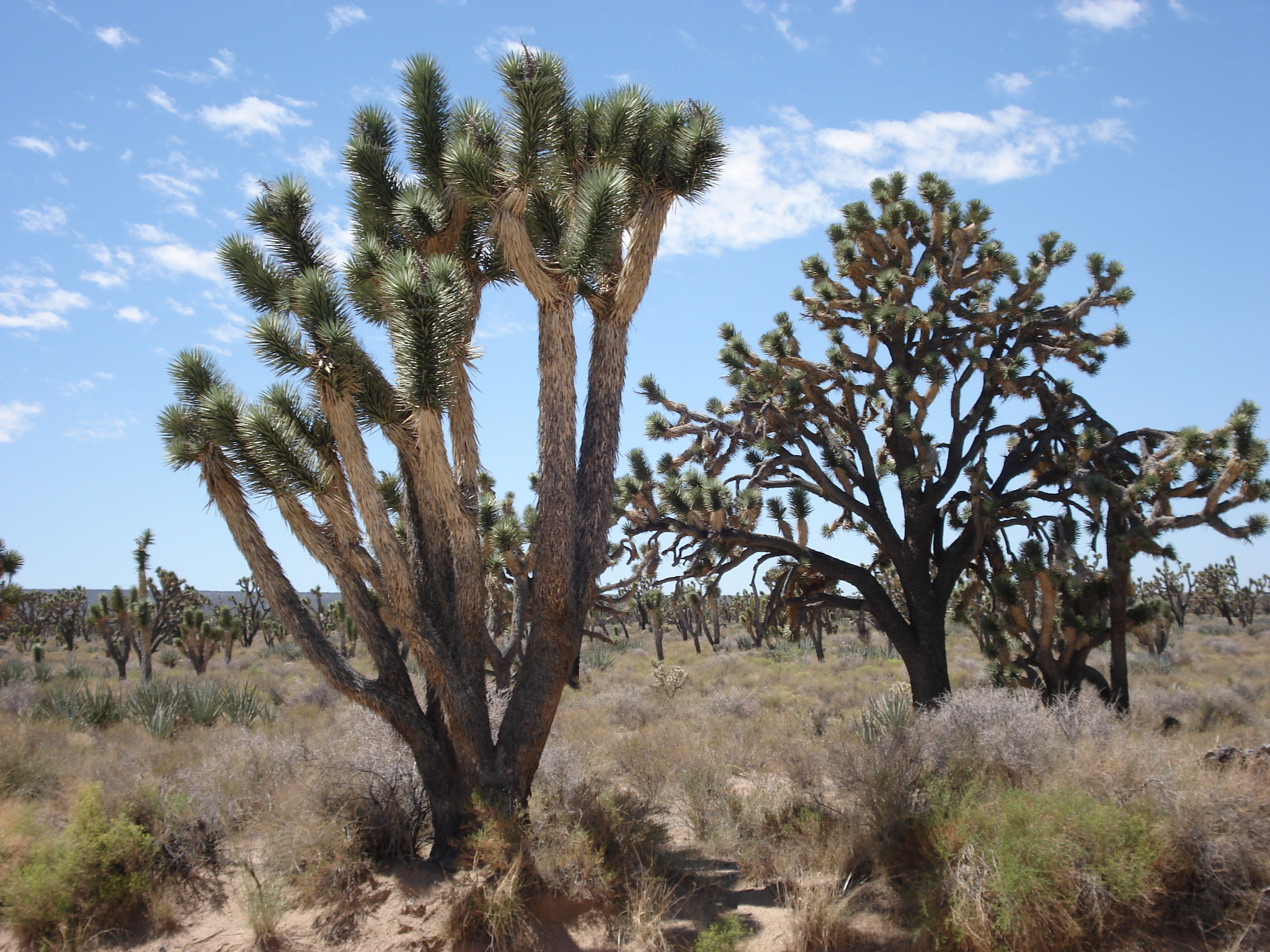
Arbres de Josué
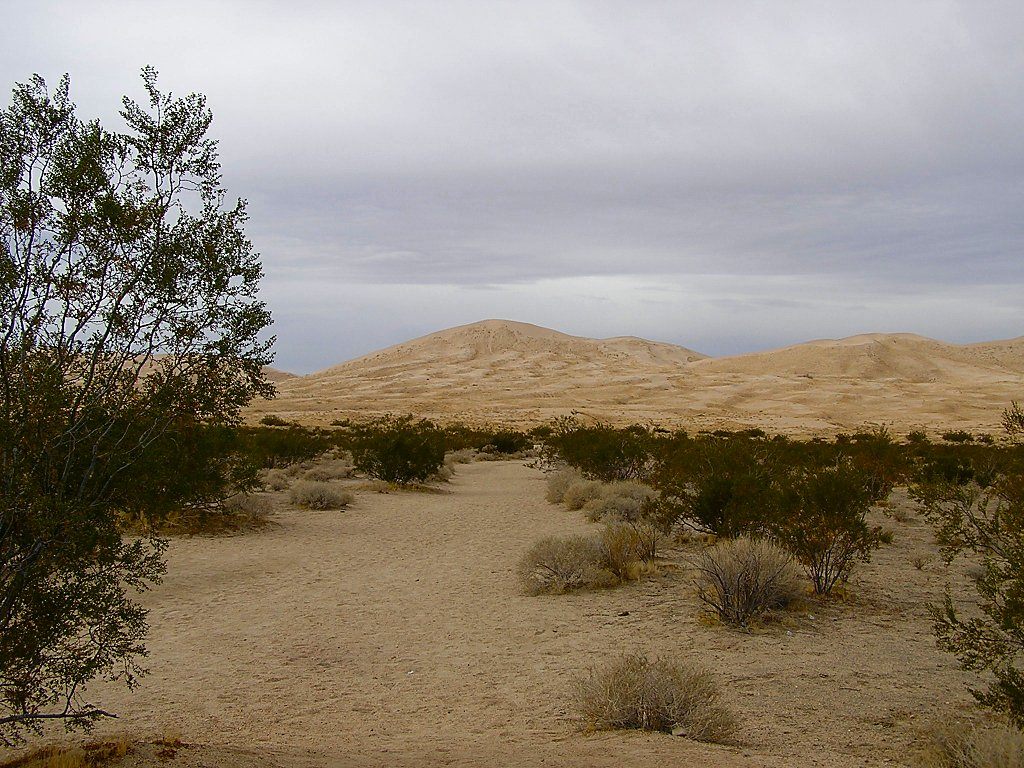
Kelso Dunes
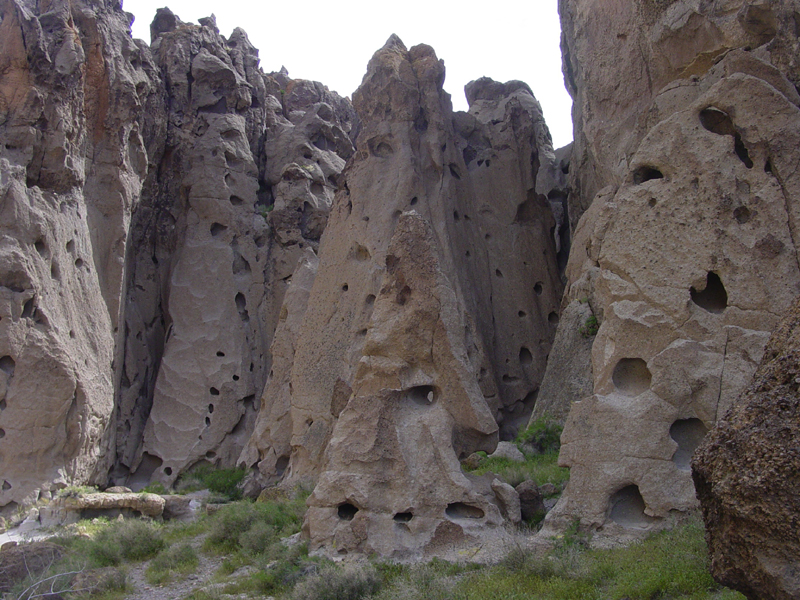
Hole in Rock
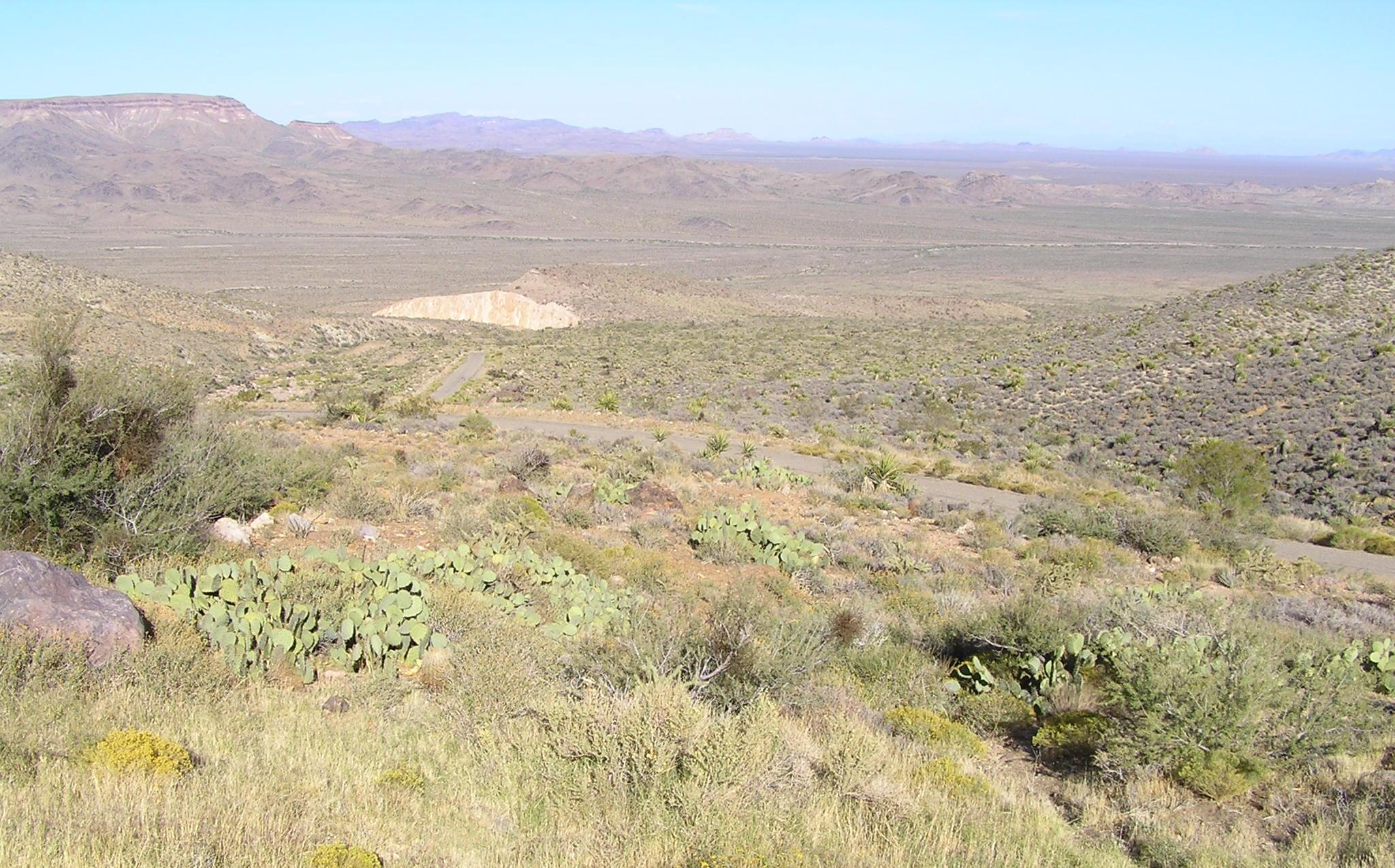
Panorama